# Tetsuya Ito
Tetsuya Ito (født 1. oktober 1970) er en tidligere japansk fodboldspiller.
Han har spillet for flere forskellige klubber i sin karriere, herunder Yokohama Marinos, Sanfrecce Hiroshima og FC Tokyo.